# Benny Bass
Raymond Henry „Benny” Bass (ur. 15 stycznia 1910 w Chambersville, zm. 10 marca 1997 w Los Angeles) – amerykański gimnastyk, medalista olimpijski z Los Angeles – ustanowił rekord wspinając się w 6,7 sec. na 8-metrową linę.
Służył w US Navy. Podczas wojny na Pacyfiku był dowódcą okrętu podwodnego. Zakończył służbę w 1959 r. w stopniu kontradmirała.